# Numata Kosei
Numata Kosei (sinh ngày 12 tháng 1 năm 2002) là một cầu thủ bóng đá người Nhật Bản.

## Sự nghiệp câu lạc bộ
Numata Kosei hiện đang chơi cho FC Tokyo.